# Шестоугао
У геометрији, шестоугао или хексагон је многоугао са шест темена и шест страница.

## Правилни шестоугао
Правилни шестоугао је шестоугао код кога су све странице једнаке дужине и сви унутрашњи углови једнаки. Сваки унутрашњи угао правилног шестоугла има по 120° (степени), а збир свих унутрашњих углова било ког шестоугла износи 720°. Као што је могуће покрити раван једнакостраничним троугловима или квадратима, и правилни шестоугао има ту особину, па се може употребити за конструисање теселација. Пчелиње саће има основне елементе у форми шестоугла управо зато што такав облик омогућава ефикасну и економичну употребу простора и материјала од кога је саграђено.
Ако приметимо да је правилни шестоугао састављен од 6 једнакостраничних троуглова, његова површина биће шест пута већа од површине једнакостраничног троугла и, ако му је основна страница дужине {\displaystyle a\,\!}, биће дата формулом
{\displaystyle P=6\cdot {\frac {a^{2}{\sqrt {3}}}{4}}={\frac {3{\sqrt {3}}}{2}}a^{2}.}
Обим шестоугла коме је страница дужине {\displaystyle a\,\!} биће једнак {\displaystyle 6a\,\!}, дужина веће дијагонале је {\displaystyle 2a\,\!}, а дужина краће дијагонале је {\displaystyle a{\sqrt {3}}\,\!}.
Не постоји Платоново тело које чине правилни шестоуглови. Архимедова тела која су састављена и од шестоуглова су зарубљени тетраедар, зарубљени октаедар, зарубљени икосаедар (познатији као фудбалска лопта), зарубљени кубоктаедар и зарубљени икосидодеакедар.

### Конструкција
Правилни шестоугао се може конструисати уз помоћ лењира и шестара.  Следећа анимација илуструје корак по корак, конструкцију правилног шестоугла коју је дао Еуклид, књизи IV, својих „Елемената“.

### Параметри
Максимални пречник (који одговара дугој дијагонали шестоугла), D, је двоструко већи од максималног полупречника или кружног радијуса, R, који је једнак дужини странице, t. Минимални пречник или пречник уписане кружнице (раздвајање паралелних страница, растојање од равног до равног, кратка дијагонала или висина када се ослања на равну основу), d, је двоструко већи од минималног полупречника или инрадијуса, r. Максимум и минимум су повезани истим фактором:
{\displaystyle {\frac {1}{2}}d=r=\cos(30^{\circ })R={\frac {\sqrt {3}}{2}}R={\frac {\sqrt {3}}{2}}t}     и, слично, {\displaystyle d={\frac {\sqrt {3}}{2}}D.}
Површина правилног шестоугла
{\displaystyle {\begin{aligned}A&={\frac {3{\sqrt {3}}}{2}}R^{2}=3Rr=2{\sqrt {3}}r^{2}\\&={\frac {3{\sqrt {3}}}{8}}D^{2}={\frac {3}{4}}Dd={\frac {\sqrt {3}}{2}}d^{2}\\&\approx 2.598R^{2}\approx 3.464r^{2}\\&\approx 0.6495D^{2}\approx 0.866d^{2}.\end{aligned}}}
За било који правилан полигон, површина се такође може изразити у виду апотеме a и периметра p. За правилан шестоугао они су дати са a = r, и p{\displaystyle {}=6R=4r{\sqrt {3}}}, тако да је
{\displaystyle {\begin{aligned}A&={\frac {ap}{2}}\\&={\frac {r\cdot 4r{\sqrt {3}}}{2}}=2r^{2}{\sqrt {3}}\\&\approx 3.464r^{2}.\end{aligned}}}
Правилан шестоугао испуњава разломак {\displaystyle {\tfrac {3{\sqrt {3}}}{2\pi }}\approx 0.8270} његовог описаног круга.
Ако правилни шестоугао има узастопна темена A, B, C, D, E, F и ако је P било која тачка на описаној кружници између B и C, онда је PE + PF = PA + PB + PC + PD.
Из односа радијуса описаног и уписаног круга следи да је однос висине и ширине правилног шестоугла 1:1,1547005; односно, шестоугао са дугачком дијагоналом од 1,0000000 имаће растојање од 0,8660254 између паралелних страница.

### Тачка у равни
За произвољну тачку у равни правилног шестоугла са кружним радијусом {\displaystyle R}, чије су удаљености до центроида правилног шестоугла и његових шест врхова {\displaystyle L} и {\displaystyle d_{i}} респективно, важе следеће релације
{\displaystyle d_{1}^{2}+d_{4}^{2}=d_{2}^{2}+d_{5}^{2}=d_{3}^{2}+d_{6}^{2}=2(R^{2}+L^{2}),}
{\displaystyle d_{1}^{2}+d_{3}^{2}+d_{5}^{2}=d_{2}^{2}+d_{4}^{2}+d_{6}^{2}=3(R^{2}+L^{2}),}
{\displaystyle d_{1}^{4}+d_{3}^{4}+d_{5}^{4}=d_{2}^{4}+d_{4}^{4}+d_{6}^{4}=3((R^{2}+L^{2})^{2}+2R^{2}L^{2}).}
Ако су {\displaystyle d_{i}} растојања од темена правилног шестоугла од било које тачке на његовој описаној кружници, онда је
{\displaystyle (\sum _{i=1}^{6}d_{i}^{2})^{2}=4\sum _{i=1}^{6}d_{i}^{4}.}

## Симетрија
Правилни шестоугао има Dih6 симетрију, реда 12. Постоје три диедарске подгрупе: Dih3, Dih2, и Dih1 и четири цикличне подгрупе: 6, 3, 2, и 1.
Ове симетрије изражавају девет различитих симетрија правилног шестоугла. Џон Конвеј их означава словом и групним редоследом. r12 је пуна симетрија, а a1 је одсуство симетрија. p6, изогонални шестоугао конструисан помоћу три огледала који може да има наизменичне дуге и кратке ивице, и d6, изотоксални шестоугао конструисан са једнаким дужинама ивица, али врхови наизменично имају два различита унутрашња угла. Ове две форме су дуалне једна другој и имају упола мањи ред симетрије од правилног шестоугла. Форме i4 су правилни шестоуглови спљоштени или растегнути дуж једног правца симетрије. То се може видети као издужени ромб, док се d2 и p2 могу видети као хоризонтално и вертикално издужени делтоиди. g2 шестоуглови, са супротним страницама које су паралелне, називају се и шестоугаони паралелогони.
Свака симетрија подгрупе дозвољава један или више степени слободе за неправилне форме. Само g6 подгрупа нема степене слободе, али се може посматрати као усмерене ивице.
Шестоуглови симетрије g2, i4, и r12, као паралелогони, могу да обликују еуклидску раван транслацијом. Други шестоугаони облици могу поплочати раван са различитим оријентацијама.
| p6m (*632) | cmm (2*22) | p2 (2222) | p31m (3*3) | pmg (22*) | pmg (22*) | pg (××) |
| r12        | i4         | g2        | d2         | d2        | p2        | a1      |
| Dih6       | Dih2       | Z2        | Dih1       | Dih1      | Dih1      | Z1      |
| ---------- | ---------- | --------- | ---------- | --------- | --------- | ------- |

## Дисекција
| 6-кубна пројекција | 12 ромбна дисекција | 12 ромбна дисекција |
| ------------------ | ------------------- | ------------------- |
|                    |                     |                     |

Коксетер наводи да се сваки зоногон (2m-гон чије су супротне стране паралелне и једнаке дужине) може сецирати на m(m-1)/2 паралелограма. Ово посебно важи за правилне многоуглове са једнаким бројем страна, у ком случају су сви паралелограми ромбови. Ова декомпозиција правилног шестоугла је заснована на Петријевој полигонској пројекцији коцке, са 3 од 6 квадратних лица. Остали паралелогони и пројективни правци коцке су рашчлањени унутар правоугаоних кубоида.
|             |                           |                           |                           |                  |
| Regular {6} | Хексагонални паралелогони | Хексагонални паралелогони | Хексагонални паралелогони |                  |
|             | Квадратна лица            | Квадратна лица            | Правоугаона лица          | Правоугаона лица |
|             |                           |                           |                           |                  |
| Коцка       | Коцка                     | Правоугаони кубоид        | Правоугаони кубоид        |                  |

## Повезани полигони и плочице
Правилан шестоугао има Шлафлијев симбол {6}. Правилан шестоугао је део правилног хексагоналног поплочавања, {6,3}, са три шестоугаоне стране око сваког темена.
Правилан шестоугао се такође може креирати као скраћени једнакостранични троугао, са Шлафлијевим симболом t{3}. Гледано са две врсте (боје) ивица, овај облик има само D3 симетрију.
Скраћени шестоугао, {6}, је дванаестоугао, {12}, који наизменично мења две врсте (боје) ивица. Наизменични шестоугао, {6}, је једнакостраничан троугао, {3}. Правилан шестоугао може бити звездаст са једнакостраничним троугловима на његовим ивицама, стварајући хексаграм. Правилан шестоугао се може сецирати на шест једнакостраничних троуглова додавањем средишње тачке. Овај образац се понавља унутар регуларних троугластих плочица.
Правилан шестоугао се може проширити у регуларан дванаестоугао додавањем наизменичних квадрата и једнакостраничних троугловаа око њега. Овај образац се понавља унутар ромбитрихексагоналних плочица.
|               |                    |                         |                         |                         |                                 |                      |                        |
| Регуларан {6} | Скраћен t{3} = {6} | Хиперскраћени троуглови | Хиперскраћени троуглови | Хиперскраћени троуглови | Stellated Звездаста фигура 2{3} | Скраћени t{6} = {12} | Наизменични h{6} = {3} |

|                    |                    |                                               |                                |                                  |              |                     |                |
| Укрштени шестоугао | Конкавни шестоугао | Самопресецајући шестоугао (звездасти полигон) | Проширени Централни {6} у {12} | Закошени шестоугао, унутар коцке | Сецирани {6} | Пројекција октаедра | Комплетан граф |

## Где се може видети шестоугао
- У француском језику, термин l'hexagone (шестоугао) се често користи да означи Француску, јер њен облик подсећа на шестоугао.

- Поглед из ваздуха на Форт Џеферсон у националном парку Dry Tortugas
- Пчелиње саће
- Микрофотографија снежне пахуљице